# صامويل بيتر
صامويل بيتر (بالإنجليزية: Samuel Peter)‏ مواليد 6 سبتمبر 1980 في نيجيريا، هو ملاكم نيجيري يصنف ضمن فئة الوزن الثقيل. حقق بطولة المجلس العالمي للملاكمة. شارك في دورة الألعاب الأولمبية الصيفية.

## إحصائيات
خاض خلال مسيرته 40 نزالا، فاز في 35 وخسر في 5. فاز بالضربة القاضية في 27 نزالا.

## وصلات خارجية
- صامويل بيتر على موقع بوكس ريك (الإنجليزية) (registration required)
- صامويل بيتر على موقع اللجنة الأولمبية الدولية (الإنجليزية)
- صامويل بيتر على موقع أوليمبيديا (الإنجليزية)
- الموقع الرسمي